# SporTV 3
SporTV 3 es un canal de televisión por suscripción brasileño especializado en deportes. Fue lanzado el 1 de octubre de 2011 para ampliar la cobertura de los eventos deportivos.

## Programas
- Faixa Combate
- Galeria SporTV
- Na Ponta dos Dedos
- NBA Action

## Sitio oficial
- Sitio oficial del SporTV

- Datos: Q17996861